# سی‌اس‌اس گینس
سی‌اس‌اس گینس (به انگلیسی: CSS Gaines) یک کشتی بود که طول آن ۲۰۲ فوت (۶۲ متر) بود. این کشتی در سال ۱۸۶۲ ساخته شد.